# 阿尔泽特河畔埃施县
阿尔泽特河畔埃施县（法语：canton d'Esch-sur-Alzette；德语：Kanton Esch an der Alzette；卢森堡语：Kanton Esch-Uelzecht）是卢森堡西南部的一个县，首府阿尔泽特河畔埃施。 
在2015年卢森堡废除区之前，阿尔泽特河畔埃施县曾属于卢森堡区。

## 行政区划
阿尔泽特河畔埃施县由以下14个市镇组成： 
- 贝唐堡
- 迪弗當日
- 迪德朗日
- 阿尔泽特河畔埃施
- 弗里桑日
- 凯勒
- 勒德朗日
- 蒙代康日
- 佩唐日
- 梅斯河畔雷康日
- 勒瑟
- 吕姆朗日
- 萨内姆
- 希夫朗日